# Estresse hídrico
Estresse hídrico ou stress hídrico é uma situação em que a procura de água por habitante (mg0/h) é maior que a capacidade de oferta de um corpo hídrico. É também quando uma pessoa tem menos de 1000 m³ de água. Ou seja, quando não há água suficiente para abastecer a população, isto é, quando não existe água suficiente para satisfazer as necessidades de cada um. A distribuição da água doce no mundo é desigual muitos países enfrentam sérios problemas com a carência de água potável.
No caso específico das plantas, ocorre quando não existe água suficiente para a planta absorver de modo a substituir a perda de água por evapotranspiração. Para períodos longos de estresse hídrico, a planta pode parar de crescer e eventualmente morrer.